# Liste der Nummer-eins-Hits in Frankreich (1959)
Diese Liste enthält alle Nummer-eins-Hits in Frankreich im Jahr 1959. Es gab in diesem Jahr neun Nummer-eins-Singles.
| - Kalin Twins – When - 18 Wochen (13. September 1958 – 17. Januar 1959) - Dalida – Come prima - 4 Wochen (18. Januar – 14. Februar) - Dalida – Guitare et tambourin - 4 Wochen (15. Februar – 14. März) - Annie Cordy – La marche des gosses - 6 Wochen (15. März – 25. April) - Guy Béart – L'eau vive - 3 Wochen (26. April – 16. Mai) - Jean-Phillippe – Oui, oui, oui, oui - 4 Wochen (17. Mai – 13. Juni, insgesamt 12 Wochen) - Sacha Distel – Ce serait dommage - 5 Wochen (14. Juni – 18. Juli) - Jean Philippe – Oui, oui, oui, oui - 8 Wochen (19. Juli – 12. September, insgesamt 12 Wochen) - Gloria Lasso – Vénus - 9 Wochen (13. September – 14. November) - Les Compagnons de la chanson – Le marchand de bonheur - 13 Wochen (15. November 1959 – 14. Februar 1960) |